# Федоровский, Пётр Фёдорович
Пётр Фёдорович Федоровский (2 февраля 1864, Херсонская губерния — 24 октября 1944 или октябрь 1944, Харбин) — русский архитектор, художник и преподаватель.

## Биография
Окончил Высшее художественное училище при Императорской Академии художеств (1895), ученик Л. Н. Бенуа. По окончании училища получил направление Техническо-строительного комитета в Томск на вакансию младшего архитектора строительного отделения губернского управления. Работал на этой должности с февраля 1895 года, по поручению губернского инженера составлял проекты церквей и школ для переселенческих посёлков Томской губернии. В мае 1896 года оставил государственную службу и единогласно был избран Городской думой на вакантную должность городского архитектора Томской городской управы. В Томске осуществлял проектирование и строительство различных городских зданий, вёл наблюдение за укреплением берегов реки Ушайки, занимался устройством шоссе до станции «Томск».
В 1903 году перешёл на должность архитектора Томского университета и губернского учебного округа. В 1905 году переехал в Тамбов, где также работал городским архитектором и архитектором Женского института, относящегося к Ведомству учреждений императрицы Марии. Работал также в Нижнем Новгороде, где возводил здание Государственного банка по проекту академика В. А. Покровского.
В 1912 году вернулся в Томск, где в январе 1913 года вновь был избран городским архитектором. В 1900—1905 и 1914—1915 годах преподавал рисование, черчение и архитектурное проектирование в Томском технологическом институте. С 1913 года состоял членом правления Томского общества любителей художеств.
В 1916 году от Общества сибирских инженеров и Союза земств и городов был назначен в 9-ю Сибирскую инженерно-строительную дружину, отправленную на Кавказский фронт; находился в городе Разе около года.
В 1917—1918 годах жил в Барнауле, преподавал рисование и черчение в Барнаульском техническом училище. В 1918 году выехал с семьей во Владивосток.
В октябре 1922 года эмигрировал на корабле эскадры адмирала Старка в Китай. Вёл частную практику в Харбине, Чанчуне, Дайрене, Тяньцзине.

## Архитектурные работы

### В Томске
- 1890-е — Городская скотобойня (не сохранилась);
- 1896—1897 — новый трёхэтажный корпус Мариинской женской гимназии, улица Карла Маркса, 21[3];
- 1897 — звонница при Воскресенской церкви (не сохранилась)[5];
- 1898 — дом профессора А. А. Введенского, проспект Ленина, 33[6];
- 1900 — церковно-приходская школа при Никольской церкви[5];
- 1902—1905 — Горный корпус Томского технологического института;
- 1902—1904 — Городской училищный дом «в память Н. В. Гоголя», Набережная реки Ушайки, 20[4];
- 1903—1907 — Сретенская церковь[5] (не сохранилась);
- 1912 — Доходный дом потомственного почётного гражданина Томска Н. Д. Родюкова, улица Карла Маркса, 31[7];
- 1913 — особняк Е. Н. Морозовой[4];
- 1914 — Здание городских училищ («Дом Лермонтова»), улица Лермонтова, 60;
- 1914—1916 — Особняк купца И. И. Смирнова, Кооперативный переулок, 5[4][8][9];
- 1915 — Заисточное училище, улица Горького, 55[5];
- 1915 — Детская больница им. П. и А. Михайловых, проспект Ленина, 51.

| - Корпус Мариинской женской гимназии - Дом профессора А. А. Введенского - 1-й (Горный) корпус ТПУ - «Гоголевский дом» - Сретенская церковь на Песках у Ближнего Ключа - Дом Н. Д. Родюкова - Здание городских училищ - Особняк И. И. Смирнова - Детская больница им. П. и А. Михайловых |

### В других городах
- 1911—1913 — Строительство здания Государственного банка по проекту В. А. Покровского, Нижний Новгород;

## Живописные работы
Создал много работ в технике акварели. Многократно выставлял свои акварельные работы и карандашные рисунки на художественных выставках в Томске, организуемых Томским обществом любителей художеств в 1914—1919 годах. Мобилизованный на Кавказский фронт в 1916 году присылал в Томск акварели «с фронта».

## Известные адреса
Томск. Сибирская улица, дом 18.

## Память
- 26 мая 2009 года, по рекомендации Томского государственного архитектурно-строительного университета, имя Петра Федоровского получила одна из запроектитованных улиц в Томске, в районе Солнечная Долина[10].